# Elatostema variolaminosum
Elatostema variolaminosum är en nässelväxtart som beskrevs av H. Schröter. Elatostema variolaminosum ingår i släktet Elatostema och familjen nässelväxter. Inga underarter finns listade i Catalogue of Life.